# Мазур, Мария Леонтьевна
Мария Леонтьевна Мазур (1911, с. Витовцы, Переяславский уезд, Полтавская губерния, Российская империя — 1993, Омск, Омская область, Россия) — бригадир штукатуров строительного треста № 2 Омского совнархоза, Герой Социалистического Труда (1958).

## Биография
Родилась в 1911 году в селе Витовцы Переяславского уезда Полтавской губернии (ныне село Подолье Барышевского района Киевской области).
Трудилась дояркой в колхозе, разнорабочей на запорожском заводе имени П. И. Баранова. Из-за начавшейся Великой Отечественной войны в 1941 году эвакуирована в Омск, где трудилась каменщиком, штукатуром, бригадиром штукатуров строительного треста № 2. Возглавляемая ей бригада одной из первых в городе применила механический набрызг раствора, а также поточно-расчленённый метод работы.
Указом Президиума Верховного Совета СССР от 9 августа 1958 года «за выдающиеся успехи, достигнутые в строительстве и промышленности строительных материалов» удостоена звания Героя Социалистического Труда с вручением ордена Ленина и золотой медали «Серп и Молот».
Жила в Омске, где скончалась в 1993 году. Похоронена на Старо-Восточном кладбище Омска.
Награждена орденом Ленина (09.08.1958), медалями.